# 索格附近瓦泽耶
索格附近瓦泽耶（法語：Vazeilles-près-Saugues）是法国上卢瓦尔省的一个旧市镇，属于布里乌德区。该市镇总面积6.73平方公里，2009年时的人口为42人。
索格附近瓦泽耶已于2016年和相邻的埃斯普朗塔合并组成了新的市镇埃斯普朗塔-瓦泽耶。

## 人口
索格附近瓦泽耶人口变化图示